# Niederösterreichischen-Cup 1918-1919
La Niederösterreichischen-Cup 1918-1919 è stata la 1ª edizione della coppa nazionale di calcio austriaca, dopo due edizioni non ufficiali. Vide la vittoria del Rapid Vienna, che sconfisse in finale il Wiener Sport-Club.
I viennesi divennero così la prima squadra austriaca ad ottenere il double.

## Risultati

### Ottavi di finale
| Squadra 1     | Risultato   | Squadra 2               |
| ------------- | ----------- | ----------------------- |
| Simmering     | 3 - 1       | Slovan Vienna           |
| Floridsdorfer | 11 - 0      | Donaustadt              |
| Rapid Vienna  | 11 - 0      | Wiener Bewegungsspieler |
| Rudolfshügel  | 5 - 2       | Red Star Penzing        |
| First Vienna  | 2 - 1       | Wacker                  |
| Wiener AC     | 0 - 1 (dts) | Wiener Amateur          |
| Wiener AF     | 3 - 2       | Hertha Vienna           |
| Wiener SC     | 3 - 0       | Hakoah Vienna           |

### Quarti di finale
| Squadra 1     | Risultato | Squadra 2      |
| ------------- | --------- | -------------- |
| Floridsdorfer | 3 - 1     | Simmering      |
| Rapid Vienna  | 2 - 1     | Wiener AF      |
| Rudolfshügel  | 1 - 0     | Wiener Amateur |
| Wiener SC     | 4 - 1     | First Vienna   |

### Semifinali
| Squadra 1    | Risultato | Squadra 2     |
| ------------ | --------- | ------------- |
| Rapid Vienna | 6 - 2     | Rudolfshügel  |
| Wiener SC    | 1 - 0     | Floridsdorfer |

### Finale
| Arbitro: | Meisl |

|                          |           |  |
| Uridil 7’ 52’ Kuthan 85’ | Marcatori |  |